# Педро Гонсалес Вера
Педро Гонсалес Вера (ісп. Pedro González Vera, нар. 17 жовтня 1967, Вальдивія) — чилійський футболіст, що грав на позиції нападника. Футболіст року в Чилі (1999).
Виступав, зокрема, за клуб «Універсідад де Чилі», з яким став дворазовим чемпіоном Чилі та дворазовим володарем Кубка Чилі, а також національну збірну Чилі. З 212 голами він є другим найкращим бомбардиром в історії чилійського футболу після Франсіско Вальдеса, у якого 215 офіційних голів у чемпіонатах Чилі.

## Клубна кар'єра
Гонсалес розпочав свою кар'єру в клубі «Депортес Вальдівія» зі свого рідного міста. У 1987 році він дебютував за основний склад в другому дивізіоні країни і допоміг клубу вийти в еліту і в 1988 році дебютував за команду в чилійській Прімері, в якій за два сезони взяв участь у 57 матчах чемпіонату.
У 1990 році Гонсалес покинув команду і недовго виступав за «Уніон Еспаньйола», після чого 1991 року підписав контракт з «Кокімбо Унідо», у складі якого розкрився, як бомбардир, забиваючи майже кожен другий матч. У 1993 році клубу «Кобрелоа» вдалося переманити Гонсалеса до себе і він протягом трьох сезонів був найкращим снайпером команди.
У 1997 році Педро приєднався до чилійського гранда, клубу «Універсідад де Чилі». У своєму дебютному сезоні він забив 23 м'ячі і став найкращим бомбардиром чемпіонату. У 1998 році Гонсалес допоміг клубу завоювати Кубок Чилі, а через рік і виграти чемпіонат. У тому ж 1999 році він був визнаний найкращим футболістом року в країні. У 2000 році Педро зробив «дубль», вигравши і чемпіонат і національний кубок, а також вдруге став найкращим бомбардиром першості, на цей раз з 26 голами. За п'ять сезонів у складі «Універсідад де Чилі» він тільки в чемпіонаті забив понад 100 м'ячів, маючи середню результативність на рівні 0,65 голу за гру першості.
У 2003 році Гонсалес повернувся в «Уніон Еспаньйола», де також справно продовжував забивати. У 2005 році він приєднався до свого колишнього клубу «Кокімбо Унідо», на цей раз менш вдало, за сезон вразивши ворота суперників всього п'ять разів. На початку 2006 року він пробував реанімувати кар'єру в «Сантьяго Морнінг», але забив всього двічі. Влітку того ж року Педро повернувся в «Універсідад де Чилі», де і завершив кар'єру після закінчення сезону, не забивши жодного голу.

## Виступи за збірні
У молодіжної збірної Чилі був учасником домашнього молодіжного чемпіонату світу 1987 року, де зіграв у 2 матчах і забив 1 гол у матчі за 3-тє місце проти НДР (1:1, 1:3 пен.), посівши з командою четверте місце.
30 травня 1993 року дебютував в офіційних матчах у складі національної збірної Чилі в грі проти Колумбії в Сантьяго. У складі збірної був учасником розіграшу Кубка Америки 1997 року у Болівії (2 гри) та розіграшу Кубка Америки 1999 року у Парагваї (6 ігор).
Останній матч за збірну провів 12 грудня 2000 року проти Болгарії у Вальпараїсо. Всього протягом кар'єри у національній команді, яка тривала 8 років, провів у її формі 29 матчів, забивши 5 голів.

## Титули і досягнення

### Командні
- Чемпіон Чилі (2):

«Універсідад де Чилі»: 1999, 2000
- Володар Кубка Чилі (2):

«Універсідад де Чилі»: 1998, 2000

### Особисті
- Найкращий бомбардир чемпіонату Чилі: 1998 (23 голи), 2000 (26 голів)
- Футболіст року в Чилі: 1999